# Rush (1991)
Rush (br Rush - Uma Viagem ao Inferno) é um filme produzido nos Estados Unidos em 1991, dirigido por Lili Fini Zanuck.

## Sinopse
Kristen entra para a polícia e se torna parceira do experiente Jim Raynor na divisão de combate ao narcotráfico. Mas os dois violam três regras básicas: tornam-se amantes, viciam-se em drogas e se envolvem nos jogos sujos entre os traficantes e a polícia.

## Elenco
- Jason Patric....Jim Raynor
- Jennifer Jason Leigh....Kristen Cates
- Sam Elliott.... Dodd
- Max Perlich.... Walker
- Gregg Allman....Will Gaines
- Tony Frank.... Nettle
- William Sadler.... Monroe